# Sernaglia della Battaglia
Sernaglia della Battaglia – miejscowość i gmina we Włoszech, w regionie Wenecja Euganejska, w prowincji Treviso.
Według danych na rok 2004 gminę zamieszkiwało 5799 osób, 289,9 os./km².